# Petra Drechsler
Petra Drechsler (* 1955) ist eine deutsche Schauspielerin.

## Leben
Petra Drechsler wurde 1955 geboren. Einem größeren Publikum wurde sie durch die auf dem Buch von Ursula Wölfel basierende Fernsehserie Mond Mond Mond bekannt, in der sie die 15-jährige Roma Nauka spielte. Sie spielte in zahlreichen Fernsehproduktionen mit, u. a. in  den Krimiserien Der Kommissar und Derrick sowie der Serie Ein Schloss am Wörthersee.
Drechsler spielte gegen Ende der 1970er-Jahre auch Filmhauptrollen insbesondere in Filmkomödien wie Der müde Theodor und Himmel, Scheich und Wolkenbruch. Durchgehende Serienrollen spielte sie u. a. in der Familienserie Moselbrück.
Als prominentes Model war sie 1978 auf der Juli-Ausgabe des deutschen Playboy-Magazins als Covergirl abgelichtet.
Petra Drechsler ist mit Günther Sommer verheiratet. Sie hat mit ihm eine Tochter und einen Sohn.

## Filmografie (Auswahl)

### Filme
- 1977: Hajka
- 1978: Zwischen Stuttgart und München (TV)
- 1979: Der müde Theodor (TV)
- 1979: Himmel, Scheich und Wolkenbruch
- 1983: Happy Weekend

### Fernsehserien
- 1976: Der Kommissar
- 1976: Derrick
- 1977: Mond Mond Mond
- 1978, 2004–2006: Aktenzeichen XY
- 1978: Derrick
- 1978: Oh, dieser Vater
- 1983: Polizeiinspektion 1
- 1984: Derrick
- 1985: Wie würden Sie entscheiden?
- 1986: Auf Achse
- 1987–1993: Moselbrück
- 1990, 1992: Ein Schloss am Wörthersee
- 1993: Tierärztin Christine
- 1996: Der König
- 1997: Duell zu dritt  - Manöver des letzten Augenblicks